# Ryan Phinny
Ryan Phinny (Los Angeles, Californië, 31 oktober 1989) is een Amerikaans autocoureur. Hij is de zoon van Pat Phinny, die eveneens autocoureur was.

## Carrière
Phinny maakte zijn autosportdebuut in het karting. Hierna maakte hij de overstap naar de Formule BMW USA, waarin hij voor Gelles Racing deelnam aan het openingsweekend op Laguna Seca. Hij eindigde de races als dertiende en achttiende. In 2006 reed hij het volledige seizoen in deze klasse voor Hearn Motorsports. Hij behaalde een podiumplaats op het Stratencircuit Denver, waardoor hij met 43 punten tiende werd in het kampioenschap. In 2007 nam hij geen deel aan autoraces, maar reed hij wel een aantal races in het karting.
In 2008 maakte Phinny de overstap naar de Rolex Sports Car Series, waarin hij zes races reed in de GT-klasse voor het team Matt Connolly Motorsports in een Pontiac GTO.R. Hij behaalde twee podiumfinishes op de Mid-Ohio Sports Car Course en de Thunderbolt Raceway. Met 155 punten eindigde hij op plaats 26 in het klassement. In 2009 reed hij voor hetzelfde team in twee races, maar behaalde hierin geen top 10-finishes. Dat jaar kwam hij ook uit in de American Le Mans Series voor het team Panoz Team PTG in de race op het Stratencircuit Saint Petersburg en werd negende in de GT2-klasse. In 2010 nam hij enkel deel aan kartraces.
In 2011 maakte Phinny zijn debuut in de Indy Lights bij het team Brooks Associates Racing in de race op het Stratencircuit Long Beach. Hij wist deze race niet te finishen. Hierna was zijn volgende autosportoptreden in 2014, opnieuw in de Indy Lights, maar ditmaal bij het team Bryan Herta Autosport, voor wie hij drie races reed. Een zevende plaats op Mid-Ohio was zijn beste klassering. In de laatste twee races van het seizoen op de Sonoma Raceway reed hij voor Belardi Auto Racing en eindigde hier als tiende en zesde in de races. Met 91 punten werd hij twaalfde in de eindstand. In 2017 reed hij in een aantal kartraces. Pas in 2022 keerde hij terug in de autosport, toen hij wederom in de Indy Lights uitkwam, maar ditmaal voor Abel Motorsports op de Indianapolis Motor Speedway als vervanger van Antonio Serravalle.